# L'Homme de nulle part (film, 1961)
Pour les articles homonymes, voir L'Homme de nulle part.
Pour plus de détails, voir Fiche technique et Distribution.
L'Homme de nulle part (Человек ниоткуда, Tchelovek niotkouda) est un film soviétique réalisé par Eldar Riazanov, sorti en 1961,.

## Fiche technique
- Photographie : Leonid Kraïnenkov, Anatoli Petritski
- Musique : Anatoli Lepine
- Décors : Alexandre Kouznetsov, Lev Miltchine
- Montage : Ekaterina Ovsiannikova